# Arekowiec

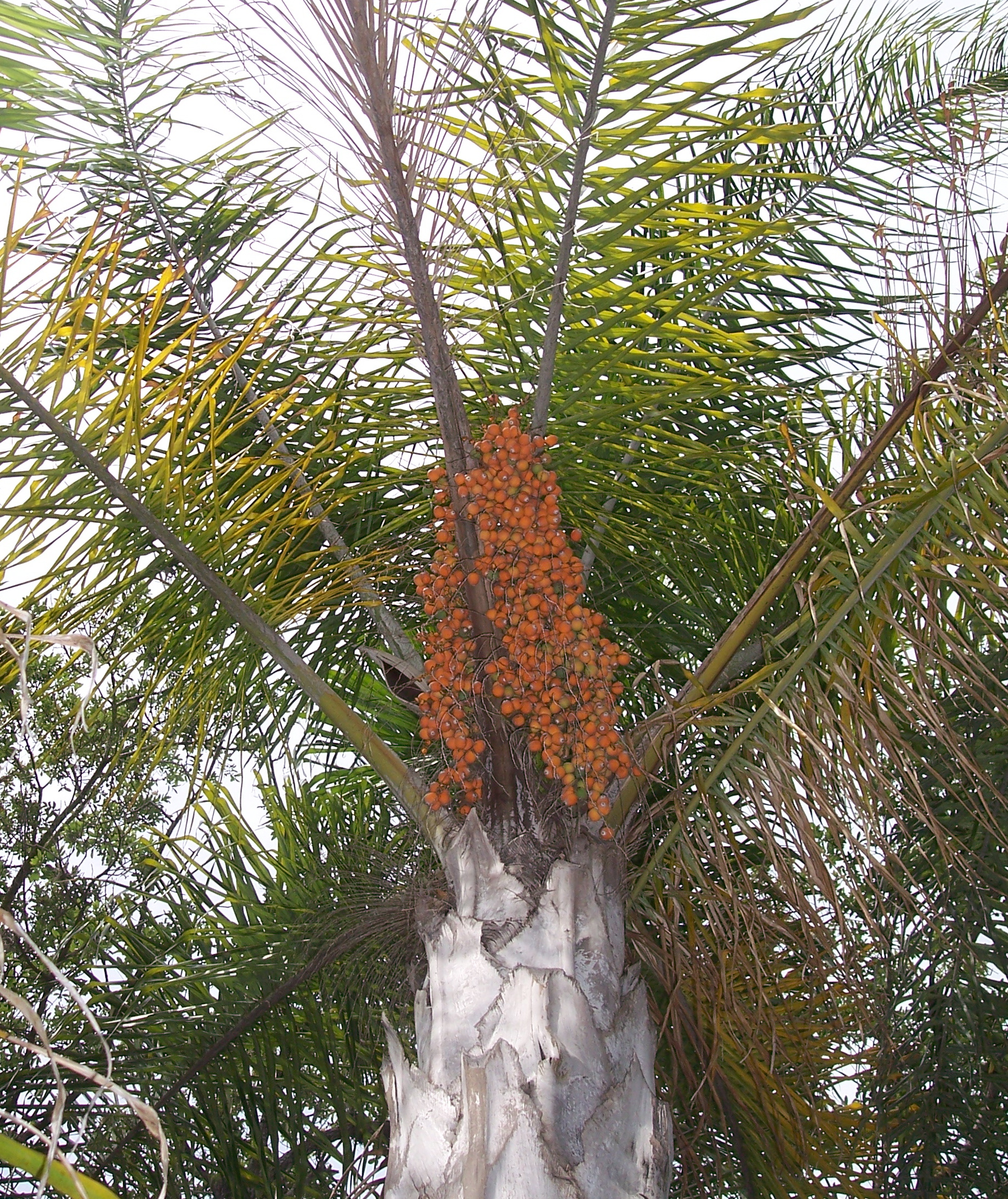
Owocujący arekowiec Romanzowa

Arekowiec (Syagrus) – rodzaj roślin z rodziny arekowatych. Należy do niego 67 gatunków. Występują one w strefie międzyzwrotnikowej Ameryki Południowej. Liczne gatunki i mieszańce uprawiane są jako rośliny ozdobne. 

## Systematyka
SynonimyArecastrum (Drude) Becc., Arikury Becc., Arikuryroba Barb. Rodr., Arikuyroba Barb. Rodr., Barbosa Becc., Chrysallidosperma H. E. Moore, Langsdorffia Raddi, Platenia H. Karst., Rhyticocos Becc.
Pozycja rodziny według Angiosperm Phylogeny Website (aktualizowany system APG IV z 2016)
Jeden z rodzajów podplemienia Attaleinae z plemienia Cocoseae w rodzinie arekowatych (Arecaceae) z rzędu arekowce (Arecales) z kladu jednoliściennych (monocots).
Wykaz gatunków
- Syagrus allagopteroides Noblick & Lorenzi
- Syagrus × altopalacioensis K.Soares & L.C.Assis
- Syagrus amara (Jacq.) Mart.
- Syagrus amicorum K.Soares & C.A.Guim.
- Syagrus × andrequiceana K.Soares & L.C.Assis
- Syagrus angustifolia Noblick & Lorenzi
- Syagrus botryophora (Mart.) Mart.
- Syagrus caerulescens Noblick & Lorenzi
- Syagrus campestris (Mart.) H.Wendl.
- Syagrus × campos-portoana (Bondar) Glassman
- Syagrus campylospatha (Barb.Rodr.) Becc.
- Syagrus cardenasii Glassman
- Syagrus cataphracta (Mart.) Noblick
- Syagrus cearensis Noblick
- Syagrus cerqueirana Noblick & Lorenzi
- Syagrus × cipoensis K.Soares & L.C.Assis
- Syagrus cocoides Mart.
- Syagrus comosa (Mart.) Mart.
- Syagrus coronata (Mart.) Becc.
- Syagrus × costae Glassman
- Syagrus deflexa Noblick & Lorenzi
- Syagrus duartei Glassman
- Syagrus elata (L.R.Moreno & O.I.Moreno) Noblick
- Syagrus emasensis Noblick & Lorenzi
- Syagrus evansiana Noblick
- Syagrus flexuosa (Mart.) Becc.
- Syagrus glaucescens Glaz. ex Becc.
- Syagrus glazioviana (Dammer) Becc.
- Syagrus gouveiana Noblick & Lorenzi
- Syagrus graminifolia (Drude) Becc.
- Syagrus guaratingensis Noblick
- Syagrus guimaraesensis Noblick & Lorenzi
- Syagrus harleyi Glassman
- Syagrus hoehnei Burret
- Syagrus inajai (Spruce) Becc.
- Syagrus insignis (Devansaye) Becc.
- Syagrus itacambirana Noblick & Lorenzi
- Syagrus itapebiensis (Noblick & Lorenzi) Noblick & Meerow
- Syagrus kellyana Noblick & Lorenzi
- Syagrus × lacerdamourae K.Soares & C.A.Guim.
- Syagrus lilliputiana (Barb.Rodr.) Becc.
- Syagrus loefgrenii Glassman
- Syagrus longipedunculata Noblick & Lorenzi
- Syagrus lorenzoniorum Noblick & Lorenzi
- Syagrus macrocarpa Barb.Rodr.
- Syagrus × matafome (Bondar) A.D.Hawkes
- Syagrus mendanhensis Glassman
- Syagrus menzeliana Noblick & Lorenzi
- Syagrus microphylla Burret
- Syagrus minor Noblick & Lorenzi
- Syagrus × mirandana Noblick
- Syagrus oleracea (Mart.) Becc.
- Syagrus orinocensis (Spruce) Burret
- Syagrus petraea (Mart.) Becc.
- Syagrus picrophylla Barb.Rodr.
- Syagrus pimentae Noblick
- Syagrus pleioclada Burret
- Syagrus pleiocladoides Noblick & Lorenzi
- Syagrus pompeoi K.Soares & R.S.Pimenta
- Syagrus procumbens Noblick & Lorenzi
- Syagrus pseudococos (Raddi) Glassman
- Syagrus romanzoffiana (Cham.) Glassman – arekowiec Romanzowa[8]
- Syagrus rupicola Noblick & Lorenzi
- Syagrus ruschiana (Bondar) Glassman
- Syagrus sancona (Kunth) H.Karst.
- Syagrus santosii K.Soares & C.A.Guim.
- Syagrus schizophylla (Mart.) Glassman
- Syagrus × serroana K.Soares & L.C.Assis
- Syagrus smithii (H.E.Moore) Glassman
- Syagrus stenopetala Burret
- Syagrus stratincola Wess.Boer
- Syagrus × teixeirana Glassman
- Syagrus × tostana (Bondar) Glassman
- Syagrus vagans (Bondar) A.D.Hawkes
- Syagrus vermicularis Noblick
- Syagrus weddelliana (H.Wendl.) Becc.
- Syagrus werdermannii Burret
- Syagrus yungasensis M.Moraes